# Bhaudry Massouanga
Bhaudry Gildas Massouanga Moldakoldad (ur. 8 września 1982 w Brazzaville) – kongijski piłkarz grający na pozycji pomocnika.

## Kariera

### Kariera klubowa

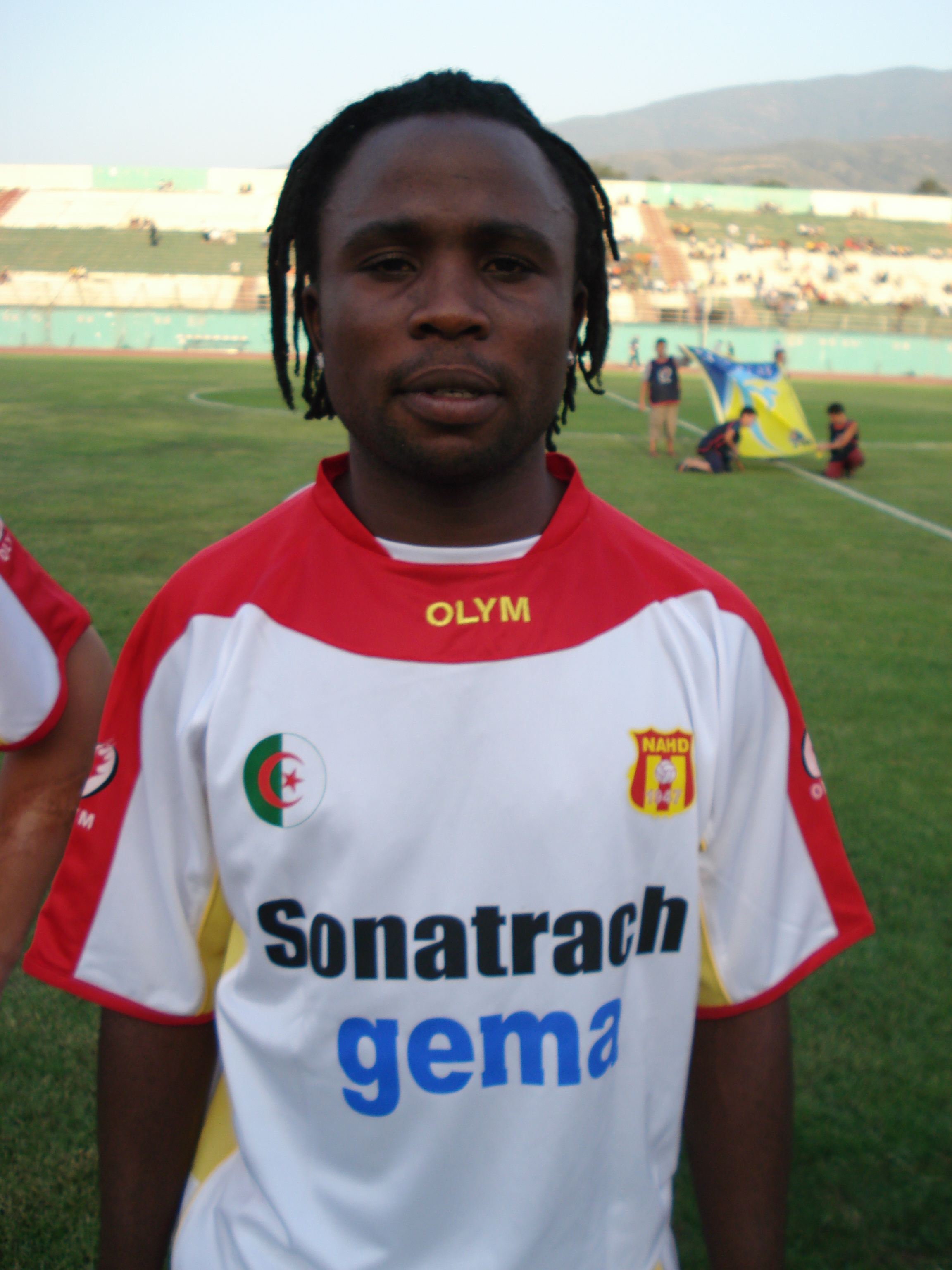
Bhaudry Massouanga w koszulce NA Hussein Dey

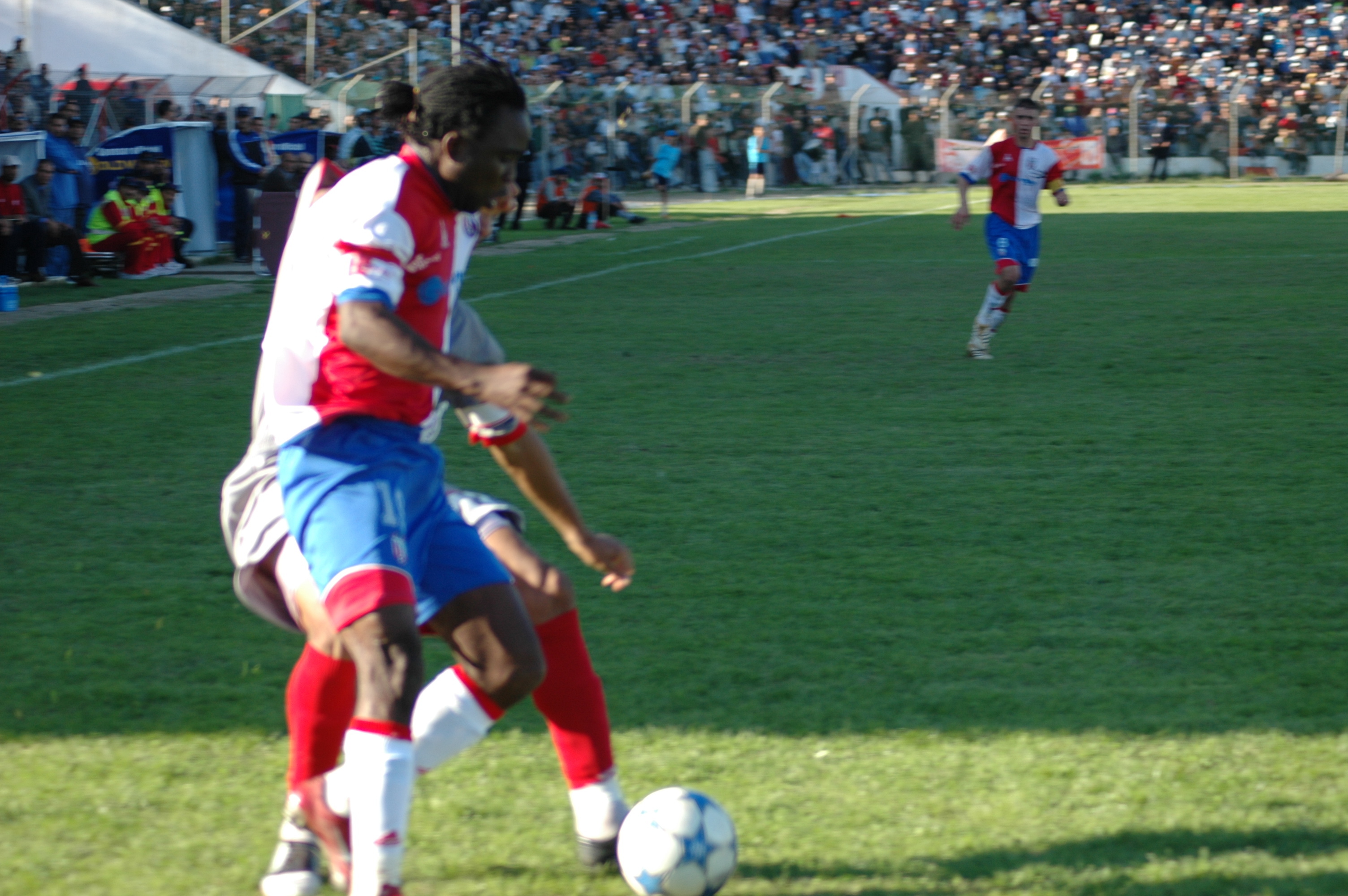
Bhaudry Massouanga na meczu w koszulce Moghrebu Tétouan

Bhaudry Massouanga zaczynał karierę w Patronage Sainte-Anne, klubie z miasta urodzenia. W 2002 roku przeniósł się do innego klubu z Brazzaville – CSMD Diables Noirs. Następnym klubem w karierze był USM Libreville, do którego przeniósł się 1 stycznia 2003 roku. 1 lipca 2004 roku został zawodnikiem algierskiego OM Ruisseau El Annasser. Zadebiutował tam 10 lutego 2005 roku w starciu przeciwko CA Bordj Bou Arreridj, zremisowanym bezbramkowo. Jedyną asystę w tym klubie zaliczył 13 czerwca 2005 roku w starciu przeciwko USM Algier, przegranym 4:1. Łącznie w tym zespole rozegrał 10 meczów i zaliczył 1 asystę. 1 lipca 2005 roku przeniósł się do innego algierskiego klubu – NA Hussein Dey. Zadebiutował tam 2 grudnia 2005 roku w starciu przeciwko USM Blida, zremisowanym bezbramkowo. Jedyną bramkę w tym zespole strzelił 23 marca 2006 roku w spotkaniu przeciwko ASO Chlef. 1 lipca 2006 roku przeniósł się do Moghrebu Tétouan, zaś rok później do gruzińskiego Metalurgi Rustawi. Zagrał tam tylko jeden mecz, podczas kwalifikacji do Ligi Mistrzów został wprowadzony na 34 minuty w starciu z FK Astana-1964, lecz inne źródło podaje, że rozegrał tam 6 meczów. 1 lipca 2010 roku wyjechał do Francji, do AS Orly. 1 lipca 2011 roku został zawodnikiem również francuskiego Sainte-Geneviève Sports. Rozegrał tam 4 mecze. Występował tam do 2013 roku. Karierę kończył po sezonie 2014/2015 w siedmioligowym US Nogent-sur-Oise.

### Kariera reprezentacyjna
Bhaudry Massouanga wystąpił w jednym meczu ojczystej reprezentacji, który odbył się 12 października 2003 roku. Wtedy Kongo wygrało ze Sierra Leone 1:0. Mecz był pod egidą FIFA.

## Życie prywatne
Posiada również obywatelstwo francuskie.